# Knud Fanø
Knud Fanø (15. februar 1919 i København – 1. maj 1992 i Flensborg) var rektor for Duborg-Skolen i Flensborg.
Knud Fanø blev student fra Tønder Statsskole i 1936 og læste til cand.mag. med historie som hovedfag og dansk og latin som bifag, og samme år som han afsluttede sine studier, i 1945, blev han gift med Else (16. maj 1916–30. maj 2005), der også blev en fremtrædende personlighed inden for sydslesvigsk kulturliv, herunder i Det lille Teater i Mariegade i Flensborg.
Det første år efter sin embedseksamen var Knud Fanø lærer ved Akademisk Kursus og vikar ved forskellige københavnske gymnasier. I 1946 blev han så timelærer på sit eget gamle gymnasium, Tønder Statsskole, og i 1948 blev han adjunkt, men var samtidig timelærer på Tønder Statsseminarium og forstander for Forsvarets Civilundervisning ved Tønder Kaserne.
I sin Tønder-tid var han medlem af Tønder byråd for de konservative. Han flyttede fra Tønder til Flensborg i 1962.
Knud Fanø var i sin studietid blevet medlem af Studenterforeningen Hejmdal og var levende interesseret og involveret i Sønderjyllands historie og politik. Siden 1945 har han skrevet en lang række skrifter om emnet. 
1962-1989 var han Duborg-Skolens afholdte og respekterede rektor. Han tildeltes Grænseforeningens Kulturpris i 1990.